# イプロニダゾール
イプロニダゾール（英：Ipronidazole）は、動物用医薬品として使用されるニトロイミダゾール系抗原虫薬である。七面鳥のヒストモナス症や豚赤痢の治療に用いられる。